# إيهور بازان
إيهور بازان (بالأوكرانية: Бажан Ігор Миколайович)‏ هو لاعب كرة قدم أوكراني في مركز حراسة المرمى، ولد في 2 ديسمبر 1981 في كروبيفنيتسكي في أوكرانيا. لعب مع أرسنال كييف وزوريا لوهانسك ونادي إيليتشيفيتس ماريوبول ونادي تافريا سيمفروبول ونادي ميتاليست خاركيف.

## وصلات خارجية
- إيهور بازان على موقع اتحاد أوكرانيا (الإنجليزية)
- إيهور بازان على موقع قاعدة بيانات كرة القدم.إي يو (الإنجليزية)
- إيهور بازان على موقع Soccerway.com (الإنجليزية)